# Alphonse Bado
Alphonse Bado – burkiński piłkarz grający na pozycji bramkarza. W swojej karierze grał w reprezentacji Górnej Wolty.

## Kariera klubowa
W swojej karierze piłkarskiej Bado grał w klubie ASF Bobo-Dioulasso.

## Kariera reprezentacyjna
W 1978 roku Bado został powołany do reprezentacji Górnej Wolty na Puchar Narodów Afryki 1978. W tym turnieju zagrał w dwóch meczach grupowych: z Nigerią (2:4) i z Zambią (0:2).